# 宋公稽
宋公稽（？—？），子姓，名稽，是中國西周時期的宋國君主。
宋公稽是宋微仲之子，在父親死後繼位，生卒年不詳。宋公稽死後，其子宋丁公繼位。
宋公稽为孔子的十四世祖。